# Hasvik
70°29′12″N 22°9′33″Ø / 70.48667°N 22.15917°Ø
Hasvik kommune (samisk: Ákŋoluovtta gielda) ligger i Troms og Finnmark fylke i Norge. Den grænser i øst til Hammerfest kommune, og i syd til Alta og Loppa. Kommunen består af Hasvik, Breivikbotn og Sørvær.
Hasvik kommune består af den vestlige del af Sørøya og en del af Stjernøya. De fleste indbyggere lever på steder langs vestkysten af Sørøya, hovedsagelig Hasvik (ca 400 indbyggere), Breivikbotn (ca. 300 indbyggere) og Sørvær (ca. 200 indbyggere).
Hasvik har en flyveplads med regelmæssige forbindelser til Tromsø og Hammerfest og nogle andre destinationer i Nord-Norge. Der er bilfærge til Øksfjord på fastlandet, og hurtigbådsforbindelse til Alta og Hammerfest.

## Tusenårssted
Kommunens tusenårssted er Sandvika, et friluftsområde som ligger mellem Breivikbotn og Breivik. Navnet har stedet fået på grund af sandstranden som er omkring 350 meter lang.
Der er ingen fastboende i Sandvika, men det var tidligere et aktivt samfund. Fra midten af 1800-tallet til begyndelsen af 1900-tallet var Sandvika et fiskeleje med både handel og fiskeopkøb. Der var da fem familier som boede i Sandvika. Disse have udover fiskeriet også landbrug.
Fiskere fra hovedsagelig Lyngen og Skjervøy-distriktet havde tilholdsteder her, hvor de boede når de kom for at deltage i fiskeriet i Breivikfjorden.
Fra ca. 1910 begyndte aktiviteten i Sandvika gå i stå, og omkring 1916 var det helt slut. Alle fremmede fiskere flyttede til Breivikbotn.
Under 2. verdenskrig blev al bebyggelse i Sandvika brændt af tyskerne.

## Personer fra Hasvik
- Bilal Saab (1999-), sanger, fisker[1][2]